# Список народных артистов Белорусской ССР

Звание Народный артист Белорусской ССР учреждено 5 декабря 1927 года. Ниже приведён список народных артистов Белорусской ССР по годам присвоения звания. Всего этого звания были удостоены 171 человек. 

## 1920-е годы (1 человек)

### 1928 год
- Голубок, Владислав Иосифович (1882—1937), театральный режиссёр, актёр, драматург, художник[1]

## 1930-е годы (4 человека)

### 1934 год
- Рафальский, Михаил Фадеевич (1889—1937), театральный режиссёр, актёр[1]

### 1938 год
- Александровская, Лариса Помпеевна (1904—1980), оперная певица (сопрано), оперный режиссёр[2] (впоследствии народная артистка СССР — 1940)
- Владомирский, Владимир Иосифович (1893—1971), актёр театра и кино (впоследствии народный артист СССР — 1955)
- Ильинский, Александр Константинович (1903—1967), актёр театра и кино[3] (впоследствии народный артист СССР — 1953)

## 1940-е годы (29 человек)

### 1940 год
- Васильева, Зинаида Анатольевна (1913—1999), артистка балета
- Глебов, Глеб Павлович (1899—1967), актёр театра и кино (впоследствии народный артист СССР — 1948)
- Ермолаев, Алексей Николаевич (1910—1975), артист балета[4] (впоследствии народный артист СССР — 1970)
- Жданович, Ирина Флориановна (1906—1994), актриса театра[5]
- Засецкий, Пётр Иванович (1899—1941), оперный певец (тенор)[5]
- Мирович, Евстигней Афиногенович (1878—1952), театральный режиссёр, актёр, драматург
- Млодек, Рита Вениаминовна (1906—1969), оперная певица (лирико-драматическое сопрано)
- Молчанов, Павел Степанович (1902—1977), актёр театра и кино (впоследствии народный артист СССР — 1948)

### 1941 год
- Григонис, Генрих Юрьевич (1889—1955), актёр театра и кино

- Орлов, Дмитрий Алексеевич (1903—1969), актёр театра и кино, театральный режиссёр[6]

### 1944 год
- Алексеева, Лариса Филологовна (1907—1998), оперная певица (лирико-колоратурное сопрано)[7]
- Арсенко, Арсен Дионисович (1903—1945), оперный певец (баритон)
- Болотин, Исидор Михайлович (1907—1961), оперный певец (лирико-драматический тенор)
- Головчинер, Виктор Яковлевич (1905—1961), театральный режиссёр, драматург
- Денисов, Михаил Иванович[бел.] (1900—1971), оперный певец (лирико-драматический баритон)
- Звездочётов, Николай Петрович (1904—1985), актёр театра[5]
- Обухович, Анна Брониславовна (1908—1986), актриса театра и кино
- Ржецкая, Лидия Ивановна (1899—1977), актриса театра (впоследствии народная артистка СССР — 1955)
- Сергейчик, Тимофей Николаевич (1899—1977), театральный режиссёр, актёр

### 1945 год
- Николаева, Александра Васильевна (1906—1997), артистка балета[6]

### 1946 год
- Галина, Ольга Владимировна (1899—1980), актриса театра[8]
- Платонов, Борис Викторович (1903—1967), актёр театра и кино (впоследствии народный артист СССР — 1948)
- Рахленко, Леон Гдальевич (1907—1986), театральный режиссёр, актёр (впоследствии народный артист СССР — 1966)

### 1949 год
- Дедюшко, Владимир Иосифович (1905—1973), актёр театра и кино (впоследствии народный артист СССР — 1971)
- Золотарёв, Василий Андреевич (1873—1964), композитор[5]
- Малькова, Вера Михайловна[бел.] (1903—1964), оперная певица (лирическое сопрано)
- Санников, Константин Николаевич (1896—1965), театральный режиссёр, актёр
- Чуркин, Николай Николаевич (1869—1964), композитор
- Ширма, Григорий Романович (1892—1978), дирижёр, композитор (впоследствии народный артист СССР — 1955)

## 1950-е годы (35 человек)

### 1951 год
- Шелег, Анатолий Григорьевич[бел.] (1909—1988), актёр театра

### 1952 год
- Полло, Вера Николаевна (1902—1989), актриса театра[6]

### 1953 год
- Белинская, Мария Сергеевна[бел.] (1906—1990), актриса театра
- Кистов, Александр Фёдорович (1903—1960), актёр театра и кино
- Родзяловская, Елена Павловна[бел.] (1904—1971), актриса театра
- Тикоцкий, Евгений Карлович (1893—1970), композитор (впоследствии народный артист СССР — 1955)
- Шатилло, Иван Брониславович (1910—1977), актёр театра и кино

### 1954 год
- Ворвулёв, Николай Дмитриевич (1917—1967), оперный певец (баритон) (впоследствии народный артист СССР — 1956)
- Дречин, Семён Владимирович (1915—1993), артист балета, балетмейстер
- Зюванов, Михаил Акимович (1906—1977), оперный певец (бас)[5]
- Кочетков, Григорий Алексеевич (1904—1968), актёр театра

### 1955 год
- Аладов, Николай Ильич (1890—1972), композитор[9]
- Бирилло, Степан Степанович (1903—1978), актёр театра
- Волчанецкая, Валентина Фёдоровна (1898—1980), оперная певица (меццо-сопрано)[10]
- Друкер, Софья Юрьевна (1907—1984), оперная певица (драматическое сопрано)
- Жинович, Иосиф Иосифович (1907—1974), дирижёр, композитор[11] (впоследствии народный артист СССР — 1968)
- Карнаухов, Евгений Александрович (1917—1984), актёр театра и кино
- Корш-Саблин, Владимир Владимирович (1900—1974), кинорежиссёр, киноактëр (впоследствии народный артист СССР — 1969)
- Кудряшова, Клавдия Кузьминична (1925—2012), оперная певица (меццо-сопрано)[12] (впоследствии народная артистка СССР — 1970)
- Любимов, Лев Владимирович[бел.] (1905—1979), дирижёр
- Нижникова, Тамара Николаевна (1925—2018), оперная певица (колоратурное сопрано)[13] (впоследствии народная артистка СССР — 1964)
- Раевский, Иосиф Моисеевич (1901—1972), театральный режиссёр, актёр[12] (впоследствии народный артист СССР — 1968)
- Ряженова, Лидия Михайловна[бел.] (1924—2015), артистка балета
- Сайков, Иван Павлович[бел.] (1911—1989), оперный певец (драматический тенор)
- Сердобов, Николай Николаевич[бел.] (1905—1990), оперный певец (бас)
- Трус, Анатолий Михайлович (1910—1989), актёр театра
- Фёдоров, Василий Фёдорович (1891—1971), актёр театра и кино, театральный и кинорежиссёр
- Цитович, Геннадий Иванович (1910—1986), дирижёр[14] (впоследствии народный артист СССР — 1968)

### 1956 год
- Полосин, Евгений Максимович (1912—1982), актёр театра и кино[6] (впоследствии народный артист СССР — 1969)

### 1957 год
- Кошельникова, Раиса Николаевна (1904—1980), актриса театра
- Станюта, Стефания Михайловна (1905—2000), актриса театра и кино (впоследствии народная артистка СССР — 1988)

### 1959 год
- Бражник, Леонид Фёдорович (1917—1992), оперный певец (бас)
- Бульчик, Сергей Степанович[бел.] (1903—1996), актёр театра
- Рыбальченко, Александр Алексеевич[бел.] (1911—2002), балетмейстер
- Шмаков, Фёдор Иванович (1917—2009), актёр театра и кино[12] (впоследствии народный артист СССР — 1975)

## 1960-е годы (30 человек)

### 1961 год
- Стомма, Здислав Францевич (1907—1992), актёр театра и кино (впоследствии народный артист СССР — 1968)

### 1963 год
- Галушкина, Лидия Ивановна (1923—2009), оперная певица (меццо-сопрано)
- Генералов, Анатолий Михайлович[бел.] (1923—2007), оперный певец (баритон)
- Климова, Александра Ивановна (1921—2005), актриса театра и кино (впоследствии народная артистка СССР — 1969)
- Сорокин, Игорь Дмитриевич[бел.] (1931—2009), оперный певец (баритон)
- Шимко, Тамара Ивановна (1928—2017), оперная певица (лирическое сопрано)
- Щербаков, Георгий Борисович (1917—1989), театральный режиссёр, актёр

### 1964 год
- Бабий, Зиновий Иосифович (1935—1984), оперный певец (драматический тенор)
- Глушаков, Валерий Игнатьевич (1926—2005), оперный певец (лирический тенор)
- Голуб, Лев Владимирович (1904—1994), кинорежиссёр, сценарист
- Давыденко, Нина Степановна (1933—2024), артистка балета
- Давыдов, Валентин Константинович[бел.] (1934—2015), артист балета
- Коломийцева, Татьяна Михайловна (1914—1994), дирижёр[15]
- Корзенкова, Алевтина Александровна (1935—2002), артистка балета
- Крикова, Валентина Ивановна (род. 1930), артистка балета
- Савельева, Ирина Николаевна[бел.] (1931—2020), артистка балета
- Смолич, Дмитрий Николаевич (1919—1987), театральный режиссёр[16] (впоследствии народный артист СССР — 1979)
- Толкачёв, Семён Львович (1907—1970), пианист
- Чернобаев, Виктор Максимович[бел.] (1930—2021), оперный певец (бас)
- Шехов, Николай Кириллович[бел.] (1927—1999), артист балета

### 1966 год
- Миронов, Валерий Павлович[бел.] (1927—2008), артист балета

### 1967 год
- Броварская, Зинаида Ивановна (1916—2005), актриса театра и кино
- Волков, Георгий Андреевич[бел.] (1922—2000), театральный режиссёр
- Ерёменко, Николай Николаевич (старший) (1926—2000), актёр театра и кино (впоследствии народный артист СССР — 1989)
- Заренок, Татьяна Филипповна (1917—2007), актриса театра
- Кимберг, Яков Николаевич[бел.] (1909—1993), актёр театра
- Макарова, Галина Климентьевна (1919—1993), актриса театра и кино (впоследствии народная артистка СССР — 1980)
- Тарасов, Виктор Павлович (1934—2006), актёр театра и кино (впоследствии народный артист СССР — 1982)
- Янковский, Ростислав Иванович (1930—2016), актёр театра и кино[17] (впоследствии народный артист СССР — 1978)

### 1968 год
- Богатырёв, Анатолий Васильевич (1913—2003), композитор

## 1970-е годы (34 человека)

### 1970 год
- Глебовская, Янина Казимировна[бел.] (1901—1978), актриса театра и кино
- Оловников, Владимир Владимирович (1919—1996), композитор
- Остромецкий, Аркадий Абрамович (1923—2002), цимбалист
- Пенчук, Борис Михайлович (1918—2009), трубач, дирижёр, композитор[18]
- Попов, Иосиф Степанович (1915—1984), театральный режиссёр

### 1971 год
- Данилюк, Светлана Филипповна (1939—2003), оперная певица (меццо-сопрано)[19] (впоследствии народная артистка СССР — 1977)
- Когадеев, Алексей Петрович[бел.] (1926—1997), дирижёр
- Малышева, Клара Николаевна (1935—2025), артистка балета

### 1972 год
- Конопелько, Зинаида Игнатьевна (1918—1997), актриса театра
- Матусевич, Иосиф Антонович[бел.] (1907—1985), актёр театра

### 1973 год
- Вейнерович, Иосиф Наумович (1909—1998), кинооператор, кинодокументалист
- Глебов, Евгений Александрович (1929—2000), композитор (впоследствии народный артист СССР — 1984)

### 1974 год
- Овсянников, Геннадий Степанович (род. 1935), актёр театра (впоследствии народный артист СССР — 1991)
- Семеняко, Юрий Владимирович (1925—1990), композитор

### 1975 год
- Бржозовская, Людмила Генриховна (1946—2023), артистка балета[20]
- Давидович, Лилия Михайловна (1936—2002), актриса театра и кино
- Саркисьян, Виктор Владимирович[бел.] (род. 1947), артист балета

### 1976 год
- Вуячич, Виктор Лукьянович (1934—1999), эстрадный певец (драматический баритон)
- Маркина, Галина Петровна (1934—1985), актриса театра
- Савченко, Аркадий Маркович (1936—2004), оперный певец (баритон)[21] (впоследствии народный артист СССР — 1985)

### 1977 год
- Бельзацкая, Марина Николаевна (1913—2004), артистка балета, балетмейстер
- Вуячич, Светлана Семёновна (род. 1937), танцовщица
- Захаревич, Мария Георгиевна (род. 1936), актриса театра и кино
- Сидоров, Юрий Владимирович (1927—2004), актёр театра и кино
- Штейн, Семен Александрович (1928—1993), оперный режиссёр

### 1978 год
- Ровдо, Виктор Владимирович (1921—2007), дирижёр[22] (впоследствии народный артист СССР — 1990)

### 1979 год
- Дедик, Александр Александрович (род. 1945), оперный певец (драматический тенор)[23]
- Елизарьев, Валентин Николаевич (род. 1947), балетмейстер[24] (впоследствии народный артист СССР — 1985)
- Кулешов, Владимир Алексеевич (1941—1999), актёр театра и кино
- Лелявский, Анатолий Александрович (1923—1995), театральный режиссёр
- Мулявин, Владимир Георгиевич (1941—2003), эстрадный певец, гитарист, композитор (впоследствии народный артист СССР — 1991)
- Троян, Юрий Антонович[бел.] (род. 1950), артист балета
- Туров, Виктор Тимофеевич (1936—1996), кинорежиссёр, сценарист (впоследствии народный артист СССР — 1986)
- Четвериков, Виталий Павлович (1933—1983), кинорежиссёр, кинодокументалист[25]

## 1980-е годы (25 человек)

### 1980 год
- Гайда, Наталия Викторовна (род. 1939), артистка оперетты[26]
- Гарбук, Геннадий Михайлович (1934—2018), актёр театра и кино
- Горелик, Лев Давыдович (1929—1996), скрипач
- Златова, Людмила Ивановна[бел.] (1937—2023), оперная певица (лирико-колоратурное сопрано)
- Кормунин, Павел Васильевич (1919—2002), актёр театра и кино
- Павлова, Нина Михайловна (род. 1947), артистка балета
- Ступаков, Юрий Фёдорович (1934—1999), актёр театра
- Шикунова, Ирина Семёновна (1940—2020), оперная певица (лирическое сопрано)

### 1982 год
- Лученок, Игорь Михайлович (1938—2018), композитор (впоследствии народный артист СССР — 1987)

### 1984 год
- Кокштыс, Тадеуш Антонович[бел.] (род. 1934), актёр театра
- Комков, Владимир Терентьевич[бел.] (род. 1950), артист балета
- Петров, Ярослав Фёдорович (род. 1942), оперный певец (бас)
- Шипило, Евгений Потафеевич[бел.] (1943—1999), актер театра

### 1985 год
- Бондаренко, Зинаида Александровна (род. 1939), диктор телевидения
- Добролюбов, Игорь Михайлович (1933—2010), кинорежиссёр, киноактëр, сценарист

### 1987 год
- Воробьёв, Анатолий Михайлович (род. 1942), балетмейстер
- Дриневский, Михаил Павлович (1941—2020), дирижёр
- Евдокимов, Ярослав Александрович (род. 1946), эстрадный певец (лирико-драматический баритон)
- Козинец, Михаил Антонович[бел.] (1938—2021), дирижёр
- Смольский, Дмитрий Брониславович (1937—2017), композитор[27]

### 1988 год
- Вагнер, Генрих Матусович (1922—2000), композитор[28]

### 1989 год
- Воронецкий, Александр Арсеньевич[бел.] (р. 1951) — артист цирка, клоун[29]
- Гаевая, Валентина Ивановна[бел.] (род. 1936), художественный руководитель и главный балетмейстер хореографического ансамбля «Хорошки»
- Гулевич, Фёдор Фёдорович[бел.] (1952—2022) — артист цирка, клоун[29]
- Дубашинский, Павел Филиппович[бел.] (1931—2000), актёр театра[30]
- Милованов, Августин Лазаревич (1937—2019), актёр театра и кино
- Шефер, Юрий Иванович[бел.] (1922—2013), актёр театра и кино

## 1990-e годы (13 человек)

### 1990 год
- Дубов, Георгий Савельевич[бел.] (1933—1995), актёр театра
- Ефимов, Юрий Михайлович (1937—1991), дирижёр
- Корнеева, Нина Алексеевна (1920—2007), актриса театра и кино
- Толкачёва, Галина Семёновна[бел.] (1934—2020), актриса театра
- 17 сентября 1990 — Экнадиосов, Владимир Сергеевич (род. 1947), солист оперы Государственного академического Большого театра оперы и балета Белорусской ССР[31]
- 22 ноября 1990 — Дашук, Виктор Никифорович (род. 1938), кинорежиссёр студии «Летопись» киностудии «Беларусьфильм»[32]
- 22 ноября 1990 — Пташук, Михаил Николаевич (1943—2002), режиссёр-постановщик художественной кинематографии киностудии «Беларусьфильм»[32]

### 1991 год
- 6 марта 1991 — Орлова, Галина Александровна (1928—2021), артистка Белорусского государственного академического театра имени Янки Купалы[33]
- 7 мая 1991 — Душкевич, Инесса Анатольевна[бел.] (род. 1959), артистка Государственного академического Большого театра оперы и балета[34]
- 5 июля 1991 — Каспорская, Любовь Константиновна[бел.] (род. 1941), артистка хора Гостелерадио Белорусской ССР[35]
- 30 августа 1991 — Яскевич, Владимир Николаевич (род. 1949), солист ансамбля песни и пляски Северной группы войск[36]
- 10 октября 1991 — Окружная, Светлана Артёмовна (род. 1947), артистка Белорусского государственного академического драматического театра имени Якуба Коласа[37]
- 10 октября 1991 — Петров, Михаил Владимирович[бел.] (1937—2005), артист Белорусского республиканского театра юного зрителя имени 50-летия комсомола Беларуси[37]